# Karelska brigaden
Karelska brigaden (KARBR) (finska: Karjalan Prikaati) är en infanteribrigad inom finländska armén som verkat i olika former sedan 1944. Förbandsledningen är förlagd inom Uttis garnison i Uttis, Kouvola.

## Historik
Karelska brigaden bildades den 1 januari 1957 i samband med att 5. brigaden namnändrades. 5. brigaden var själv efterföljaren till 8. infanteriregementet, som blev känt genom Väinö Linnas roman Okänd soldat. Karelska brigaden upprätthåller traditionerna för Viborgs läns kavalleriregemente, som stundtals var förlagt i Viborg. Årsdagen för Karelska brigaden är den 6 maj, då Gustav II Adolf gav order just denna dag 1618 om att den finska militären skulle rustas upp och där bland annat regementet Karelska ryttarna grundades.

## Verksamhet
Brigaden omfattar ett högkvarter och sex kårförband, som omfattar totalt 17 grundförband. Till organisationen hör dessutom staben för Karelska brigaden samt Södra Savolax regionalbyrå och Sydöstra Finlands regionalbyrå.

## Ingående enheter
- Kymmene jägarbataljon, utbildar pansarjägare, jägare, spanare, eldledningsman, pansarvärnsrobotman och partigängarradist.
- Karelens artilleriregemente, utbildar artillerister, såsom eldställningsman, granatkastarman och signalman.
- Salpausselkä luftvärnssektion, utbildar kanonjär, robotman, signalman och målrobotman till luftvärnet.
- Kymmene pionjärbataljon, utbildar stridspionjärer, röjare och användare av olika pionjärmaskiner.
- Östra Finlands signalbataljon, utbildar soldater till signaltjänsten.
- Karelens underhållsbataljon, utbildar beväringar för kompletterings-, underhålls-, transport-, medicinalvårds- och underhållstjänstuppgifter samt arrangerar brigadens underhållstjänster.

## Förbandschefer
Förbandschefen tituleras brigadchef och har tjänstegraden brigadgeneral. 

- 1946–1954: Överste Reino Inkinen
- 1955–1956: Överste Kalle Sulo Laakso
- 1956–1957: Överste Esko Vahla
- 1958–1959: Överste Tauno Kopra
- 1959–1963: Överste Einari Kakko
- 1963–1966: Överste Holger Krogerus
- 1966–1968: Överste Rafael Bäckman
- 1968–1971: Överste Sakari Rusama
- 1971–1975: Överste Kauko Kuismanen
- 1975–1979: Överste Lauri Autti
- 1980–1983: Överste Pertti Kilkki
- 1983–1986: Överste Martti Keskitalo
- 1987–1990: Överste Kalevi Rissanen
- 1990–1993: Överste Pasi Raittila
- 1993–1995: Överste Pekka Uutaniemi
- 1995–1999: Överste Jaakko Koskela
- 1999–2002: Överste Erkki Nordberg
- 2002–2004: Brigadgeneral Juha Kilpiä
- 2004–2007: Brigadgeneral Jukka Pennanen
- 2007–2010: Brigadgeneral Jorma Ala-Sankila
- 2011–2014: Brigadgeneral Timo Kivinen
- 2014–2016: Brigadgeneral Jari Kallio
- 2017–2019: Brigadgeneral Pasi Välimäki
- 2019–2022: Brigadgeneral Jukka Jokinen
- 2023–20xx: Brigadgeneral Jyri Raitasalo

## Namn, beteckning och förläggningsort
| Infanteriregemente 8 | 1941-06-17 | – | 1952-12-?? |
| 5. brigaden          | 1952-12-?? | – | 1956-12-31 |
| Karelska brigaden    | 1957-01-01 | – |            |

| IR 8    | 1941-06-17 | – | 1952-12-?? |
| 5. brig | 1952-12-?? | – | 1956-12-31 |
| KARBR   | 1957-01-01 | – |            |

| Kouvola garnison (F)      | 1945-??-?? | – | 1973-??-?? |
| Vekaranjärvi garnison (F) | 1968-??-?? | – |            |
| Pahkajärvi skjutfält (Ö)  | 19??-??-?? | – |            |